# Hults församling
Hults församling var en församling i Linköpings stift inom Svenska kyrkan. Församlingen ingick i Södra Vedbo pastorat och låg i Eksjö kommun i Jönköpings län. Församlingen uppgick 2018 i Hult-Edshults församling.
Församlingskyrka var Hults kyrka.

## Administrativ historik
Församlingen har medeltida ursprung.
Församlingen var till 1962 moderförsamling i pastoratet Hult och Edshult. År 1962 blev församlingen annexförsamling i pastoratet Höreda, Mellby, Hult och Edshult. Från 2014 ingick församlingen i Södra Vedbo pastorat. Församlingen uppgick 2018 i Hult-Edshults församling
Församlingskod var 068606.

## Kyrkoherdar
| Verksam   | Namn                        | Levnadstid | Övrigt                                     |
| --------- | --------------------------- | ---------- | ------------------------------------------ |
| 1298      | Foreundus                   |            | Curatus.                                   |
| 1335      | Petrus                      |            |                                            |
| 1340–1345 | Fulkvidus                   | –1345      |                                            |
| 1446      | Troilius Petri              |            |                                            |
| 1460      | Laurentius Brodderi         |            | Curatus.                                   |
| 1470–1516 | Nicolaus Brodderi           | –1516      |                                            |
| 1517–     | Erengislo Dulle             |            |                                            |
| 1532–1542 | Johannes Magni              | –1542      |                                            |
| 1543–1589 | Petrus Nicolai Wadstenensis | –1589      |                                            |
| 1590–1640 | Nicolaus Hulthenius         | 1560–1640  |                                            |
| 1641–1667 | Isaacus Hulthenius          | 1599–1667  |                                            |
| 1668–1694 | Johannes Törning            | –1695      | Senare kyrkoherde i Västerviks församling. |
| 1694–1708 | Elisæus Eliæ Hwal           | 1652–1708  |                                            |
| 1710–1732 | Olaus Litzing               | 1668–1732  |                                            |
| 1733–1736 | Johannes Köhler             | 1687–1751  | Senare kyrkoherde i Vånga församling.      |
| 1734–1761 | Nicolaus Meurling           | –1761      | Prost.                                     |
| 1762–1771 | Nicolaus Rosinius           | 1706–1771  |                                            |
| 1772–1793 | Anders Johan Meurling       | 1718–1793  | Kontraktsprost.                            |
| 1794–1833 | Johan Adam Rosinius         | 1754–1833  | Prost och vice kontraktsprost.             |
| 1834–     | Carl Gabriel Erdeman        | 1781–1868  | Prost.                                     |